# 심준규
심준규(沈俊圭, Jace Shim, 1981년 7월 23일 ~ )는 대한민국의 경영컨설턴트이자 ESG 전문가로, 현재 주식회사 더솔루션컴퍼니비의 대표이다. 지속가능경영 분야의 전문가로서 기업의 ESG 경영 자문과 지속가능경영보고서 검증 업무를 수행하고 있다.

== 학력 ==
- 리버풀 대학교 경영대학원 마케팅 전공 (MBA)
- 인하대학교 일반대학원 ESG경영 전공 (박사)

== 경력 ==
심준규는 2006년 이랜드 공채로 입사하여 유통 및 패션사업부에서 경력을 시작했다. 이후 중국 상해 법인으로 발령받아 주재원으로 근무했으며, CJ IMC에서 중국 홈쇼핑 채널의 한국 제품 MD를 담당했다. 귀국 후에는 코오롱인더스트리 FnC에서 중국 온라인 마케팅을 총괄하며 알리바바와 티몰글로벌(Tmall Global)에 코오롱 소속의 패션 브랜드를 론칭했다.
2016년 한중 관계 악화를 계기로 블록체인 기반 미래산업과 지속가능경영으로 전문 영역을 전환했다. 현재는 기업의 지속가능경영 컨설팅과 ESG 보고서 검증 분야에서 활발히 활동하고 있다.

== 자격 및 활동 ==
- AccountAbility사의 AA1000 Licensed Assurance Provider
- Certified Sustainability Assurance Practitioner (CSAP)
- 마이데일리 '심준규의 ESG 인사이트' 칼럼니스트

== 전문 분야 ==
- 지속가능경영 전략 수립
- ESG 경영 컨설팅
- 지속가능경영보고서 작성 및 검증
- 기업 ESG 역량강화 교육

## 학력
- 2025년 인하대학교 일반대학원 경영학박사
- 2014년 리버풀대학교 MBA
- 2004년 가천대학교 경제학사
- 2000년 신성고등학교 졸업
- 1997년 신성중학교 졸업
- 1994년 인덕원초등학교 졸업

## 경력
- 2017. 02 ~  더솔루션컴퍼니비 대표
- 2015. 12 ~ 2017. 01 : KOLON FnC 부문, 미래사업본부
- 2012. 07 ~ 2013. 02 : CJ IMC MD
- 2010. 11 ~ 2012. 07 : 이랜드 차이나 (Eland China) 브랜드 매니저
- 2009. 04 ~ 2010. 10 : 이랜드 월드 마케팅 (에블린, 바디팝, 스파오, 엘레쎄)
- 2006. 07 ~ 2009. 03 : 이랜드리테일 (2001아울렛, NC)마케팅실

## 저서
- 그린북(The Green Book) (2025, 프로방스)
- ESG전략 (2024, 한경사)
- FVS마케팅 (2015, 휴먼큐브)

## 주요 논문
- 구매자가 인식한 ESG 경영이 사회적 자본과 공급사슬 성과에 미치는 영향 = The Impact of Buyer-Perceived ESG Management on Social Capital and Supply Chain Performance (박사학위논문, 2024)
- The Effects of Vietnamese Consumers’ Perceived Quality Shoes on Repurchase Intention: A Case of MLB Product(The Journal of International Trade & Commerce, 2023)
- 꽌시에 기초한 기업 네트워크가 정보공유와 기업성과에 미치는 영향에 관한 연구 = A Study on the Effect of Guanxi-based Networks on Information Sharing and Firm’s Performance(Journal of China Studies, 2023)
- 성과평가 시스템이 구성원의 지식 창출 및 업무성과에 미치는 영향: 공공기관을 대상으로 = Exploring the Effects of Performance Evaluation System on Employee Knowledge Creation and Performance in the Public Organizations(대한경영학회, 2023)
- Liverpool MBA (2014), "What decision making choices do online shoppers make, when deciding to purchase goods from the Internet?" (Dissertation for the University of Liverpool)